# Viktor Balck
Viktor Gustaf Balck (født 25. april 1844 i Karlskrona, død 31. maj 1928 i Stockholm) var en svensk idrætsleder, gymnast, officer og baggrundsfigur for moderne svensk idræt. Han kaldes somme tider for "den svenske idræts fader". Han blev i 1913 udnævnt til kommandør af den britiske Order of St Michael and St George, dog som æresmedlem eftersom han ikke var britisk undersåt.

## Militærkarriere
Balck var i sin ungdom sømand på handelsfartøjer i 1856-58 og orlogsfartøjer i 1859-60, og i 1861 blev han antaget som kadet ved Krigsakademien på Karlberg med henblik på at blive søofficer. Efter en tid på Karlberg skiftede Balck dog til arméofficersbanen. I tiden på Karlberg beskæftigede han sig med fægtning og gymnastik og var i fire år "gymnastikprimarie" (svarende til gymnastikinstruktør) på Karlberg.
Victor Balck tog officerseksamen i 1866 og blev samma år underløjtnant ved Närkes regemente, i 1872 løjtnant samme sted og i 1883 kaptajn samme sted. Hele hans militære karriere kom dog til at omhandle idrætsrelaterede aktiviteter. I 1868-70 var han assisterende lærer ved Karlberg, samtidig med at han var virksom ved Gymnastiska Centralinstitutet (GCI) og i 1870-72 gymnastiklærer vid Kavalleriets rideskole på Strömsholm.
I 1885 blev han lærer i militærgymnastik og fægtning ved GCI og i 1887 overlærer i samme fag. I sin virksomme tid ved GCI forfremmedes han i 1894 til major i hæren, i 1900 til oberstløjtnant og i 1904 til oberst. I 1909 overgik han til att være oberst i 4. arméfördelningens reserve, og i 1914 opnåede han æren at blive forfremmet til generalmajor.

## Karriere som pædagog og idrætsleder
Efter sin officersuddannelse ved Karlberg studerede Balck i 1866-68 ved GCI, hvor han gennemførte fuldstændig pædagogisk, militær og medicinsk pensum. Han var assisterende ekstralærer ved GCI i 1868-70 og fra 1872 var han primært virksom ved GCI. Parallelt med arbejdet ved GCI var han desuden gymnastiklærer på flere forskellige læreanstalter i Stockholm og en overgang ligeledes virksom inden for fysioterapi. Han var overlærer ved GCI i 1887-1909 og GCI's forstander i 1907-09.
I sine yngre år som officer og gymnastiklærer var Balck af den opfattelse at de frivillige gymnastik- og idrætsaktiviteter i Sverige, dvs. den som fandt sted uden for forsvaret og skolerne, var af mindre omfang end i mange andre lande på den tid. Med det formål for øje at sprede og øge denne aktivitet engagerede Balck sig i oprettelsen af flere idrætsforeninger og -tidsskrifter fra 1870'erne og frem. Han deltog i stiftelsen af Stockholms gymnastikförening i 1875 og Stockholms gymnastik- och fäktklubb i 1878, og forblev begge foreninger formand i flere årtier, og han var endvidere medvirkende som grundlægger og leder i flere andre foreninger samt i den frivillige skyttebevægelse. Det var i denne periode, at idrætsbevægelsen i Sverige blev skabt, tog form og voksede i omfang, og Balck var en af dens frontfigurer.
Viktor Balck udgav i perioden 1886-88 tre klassiske værker med illustrationer af bland andet Carl Larsson og Bruno Lijlefors.
Balck konstruerede den såkaldte balckskøjte, og han blev også valgt til formand for International Skating Union.

### Engagement i den olympiske bevægelse
Balck havde været en toneangivende drivkraft bag de Nordiske lege som blev arrangeret fra 1901. Han var en af de oprindelige medlemmer i den Internationale Olympiske Komite, hvor han var medlem indtil 1921. Han var meget aktiv i arbejdet med de olympiske lege i 1912 i Stockholm og havde allerede i 1894 foreslået, at OL blev afholdt i Stockholm. Den officielle ansøgning kom dog først i 1908. Han var en af to viceformænd i Sveriges Olympiska Kommitté fra 1913 til sin død i 1928.

## Familie
Viktor Balck var søn af handelsmanden Anders Gustaf Balck (1806-1889) og Carolina Catharina, født Hagström (1807-1892). Han giftede sig den 24. februar 1883 med Anna Forsberg (født 1859), datter af krigsrådet Carl Ludvig Forsberg (1820-1901) og Anna Katarina Kockum (1827-1906). Med hende fik han børnene Sigrid (født 1884), Gunhild (født 1889) og Erik (født 1893).
Han ligger begravet på Norra begravningsplatsen i Stockholm bag Andréemonumentet.

## Udmærkelser
- Kommandør af første klasse af Vasaorden.
- Ridder af Svärdsorden.

I Statens porträttsamling på Gripsholms slott findes der en karikatur i tusch udført af Eigil Schwab med Viktor Balck som motiv.
En gade i Tallkrogen i det sydlige Stockholm opkaldt efter Balck, Victor Balcks väg. Gaderne i Tallkrogen har navne relateret til den olympiske bevægelse og sportsgrene i de olympiske lege.